# Die Tote im Götakanal

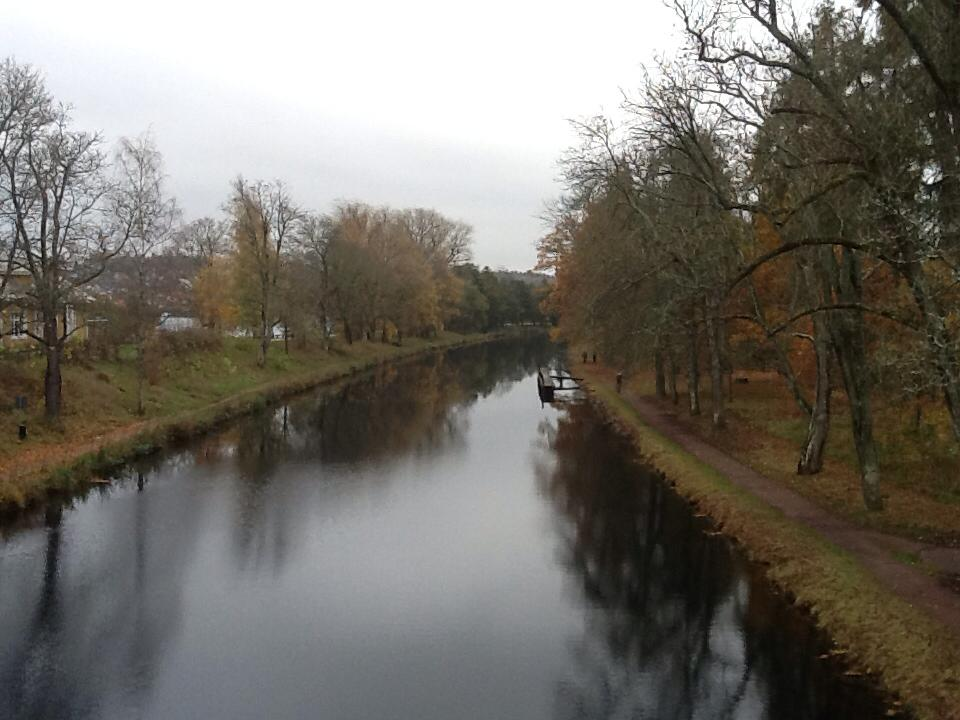
Götakanal bei Motala

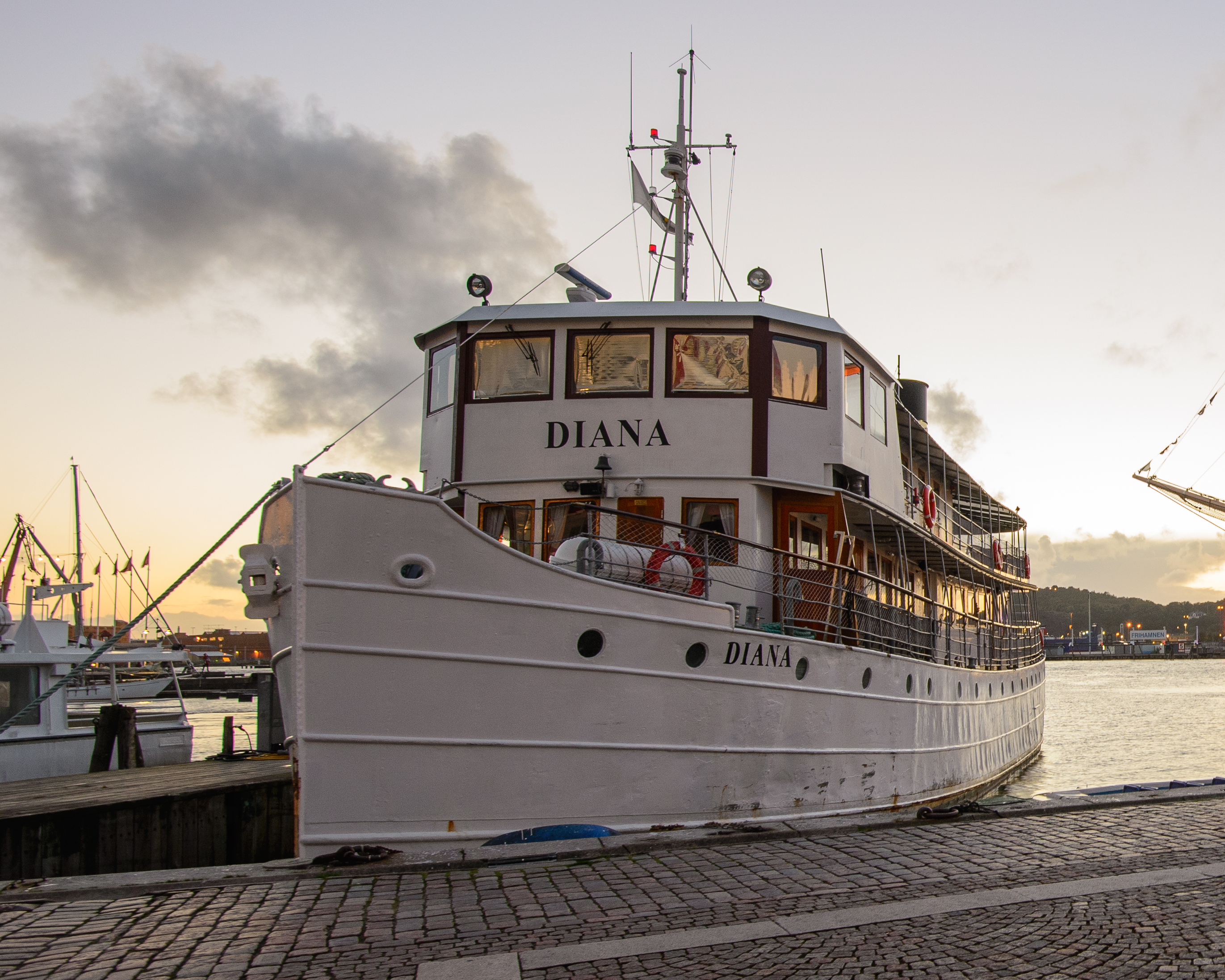
Tatort: die Diana

Der Kriminalroman Die Tote im Götakanal (schwedischer Originaltitel: Roseanna) des Autorenpaares Maj Sjöwall und Per Wahlöö ist der erste Roman der zehnbändigen Krimi-Reihe Roman om ett brott (Roman über ein Verbrechen) mit Kommissar Martin Beck. Die schwedische Erstveröffentlichung war 1965, in der Bundesrepublik Deutschland erschien der Roman 1968, in der DDR 1981.

## Inhalt
Beim Ausbaggern eines Schleusenbeckens am Götakanal bei Motala wird eine Frauenleiche gefunden. Martin Beck, hier noch Erster Kriminalassistent, und seine Kollegen ermitteln, dass die Frau auf dem Touristendampfer Diana mitgefahren und dort auch vergewaltigt und erwürgt worden ist.
Da jedoch keine entsprechende vermisste Person gemeldet ist, sind zunächst keine weiteren Anhaltspunkte zu finden. Nach Monaten stellt sich heraus, dass die Frau eine Amerikanerin namens Roseanna McGraw aus Lincoln (Nebraska) ist. Da sie allein unterwegs war, die auf der Buchungsliste erfassten männlichen Passagiere aber als Täter ausscheiden und die Mitreisenden sich auch an keinen Begleiter oder sonstige Kontaktperson von Roseanna erinnern, kommt Martin Beck auf die Idee, die Fotos und Schmalfilme aller Touristen, die auf dieser Schiffsreise waren, auszuwerten.
Dadurch ergibt sich schließlich ein Hinweis auf den Deckspassagier Folke Bengtsson, der das Schiff nur für eine Teilstrecke benutzt hatte. Martin Beck ist nach dem ersten Verhör überzeugt, dass Bengtsson der Täter ist, doch es gibt keinerlei Beweise, um ihn zu überführen. Die Kriminalisten setzen daher eine Kollegin als Lockvogel auf den Verdächtigen an. Doch es dauert mehrere Wochen, bis Bengtsson endlich so weit ist, einen weiteren Mord zu begehen. Ausgerechnet als der Ernstfall eintritt, ereignet sich während der Überwachung eine Panne und die Polizisten kommen nur mit Mühe noch rechtzeitig in die Wohnung ihrer Kollegin, um Bengtsson daran zu hindern, die auf ihn angesetzte Polizistin zu erwürgen.

## Ausgaben
- Maj Sjöwall, Per Wahlöö: Roseanna. Roman om ett brott. Pan, Stockholm 1994, ISBN 91-1-931621-6.
  - deutsch: Die Tote im Götakanal. Ein Kommissar-Beck-Roman. In neuer Übersetzung von Hedwig M. Binder. Rowohlt, Reinbek 2008, ISBN 978-3-499-24441-4.
  - Hörspiel: Die Tote im Götakanal. DAV, Berlin 2006, ISBN 3-89813-590-X (1 CD, gesprochen von Rita Russek, Matthias Ponnier u. a.)

## Adaptionen
Roseanna wurde von den schwedischen Regisseuren Daniel Abramson (1967) und Hans Alfredson (1993) verfilmt. SWF und WDR produzierten 1978 unter der Regie von Peter Michael Ladiges eine Hörspielbearbeitung.